# Pterolophia multigibbulosa
Pterolophia multigibbulosa là một loài bọ cánh cứng trong họ Cerambycidae.